# Empresa Simples de Crédito

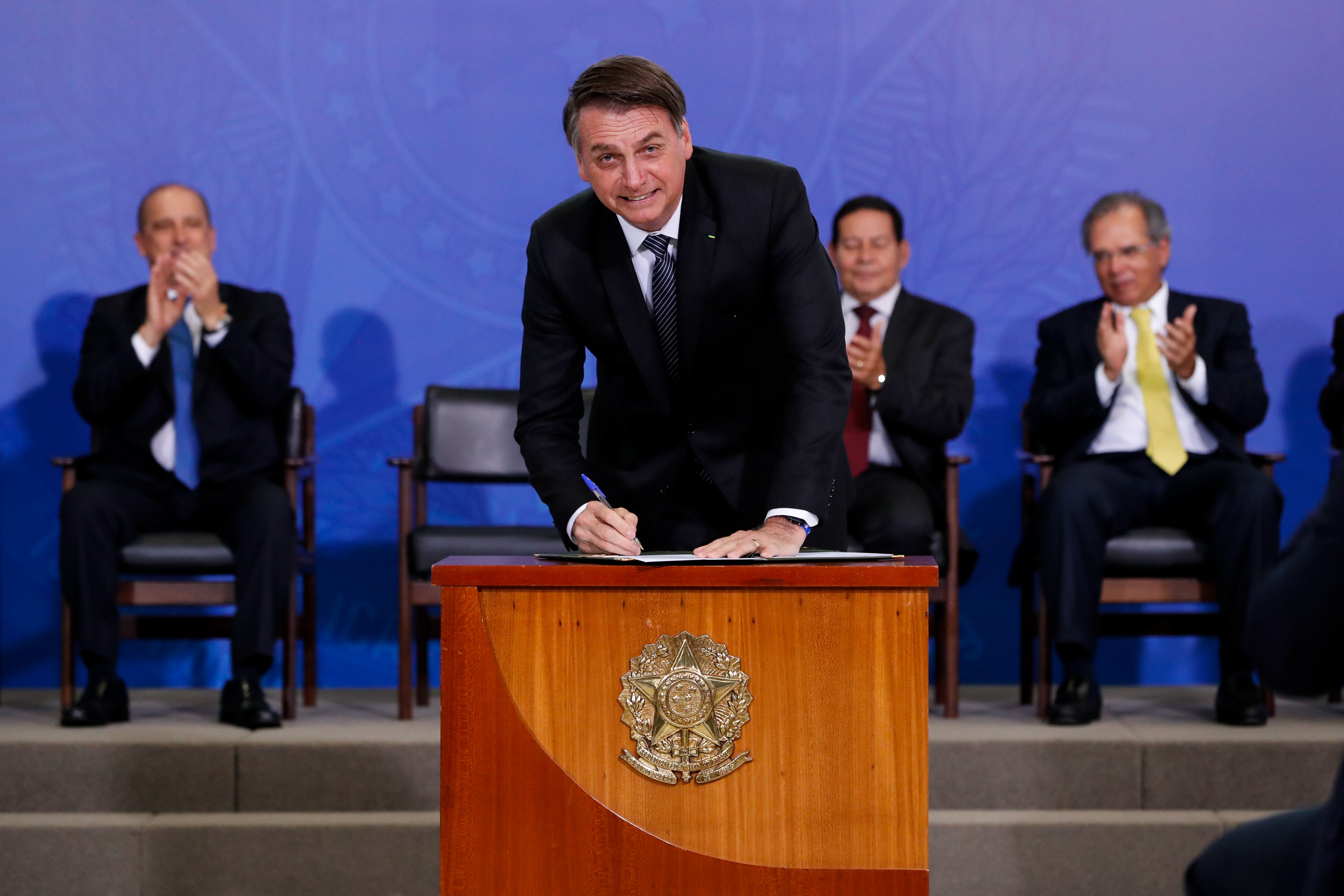
Presidente Jair Bolsonaro sanciona em abril de 2019 a Lei da Empresa Simples de Crédito

A Empresa Simples de Crédito (ESC) é uma figura jurídica brasileira criada no dia 24 de abril, após a sanção a tramitação do projeto no Congresso Nacional. Segundo o Ministério da Economia, pessoas físicas poderão abrir uma ESC em suas cidades e emprestar dinheiro para pequenos negócios. Não há exigência de capital mínimo necessário para a abertura da empresa, mas a receita bruta anual permitida será de no máximo 4,8 milhões de reais. Outras limitações incluem ainda a impossibilidade dessas empresas de serem um banco ou de usarem o nome de instituição financeira; a criação de filiais; ou a participação de uma pessoa física em mais de uma ESC.
As ESCs, apesar do nome, terão regime tributário de empresa convencional, não podendo enquadrar-se no sistema de tributação simplificado (SIMPLES), que é o regime aplicado exclusivamente às micro e pequenas empresas.

## Criação e tramitação
O projeto de Lei da ESC foi construído e articulado pela Frente Parlamentar Mista das micro e pequenas empresas (MPE), com o apoio do Ministério da Economia, o Sebrae (Serviço Brasileiro de Apoio às Micro e Pequenas Empresas) e o Banco Central do Brasil.
O projeto que cria a ESC foi aprovado pelo Senado com grande sucesso, por 62 votos favoráveis e um contrário, no dia 18 de março. Houve participação direta de Guilherme Afif Domingos, ex-presidente do Sebrae e assessor de Paulo Guedes, o atual ministro da economia.
Houve apenas um veto de Bolsonaro ao sancionar a lei. Segundo o sítio eletrônico do Senado: "no dispositivo que previa tratamento diferenciado entre startups e demais pessoas jurídicas, inclusive microempresas e empresas de pequeno porte, foi vetado trecho relacionado às garantias de recuperação do crédito tributário. Com isso, elas passam a ter que cumprir as mesmas regras previstas na legislação."

## Reações

### Favoráveis
A Confederação Nacional da Indústria (CNI) apoiou a lei, afirmando que a criação da ESC contribuirá para a ampliação do crédito para micro e pequenas empresas, mas que é preciso avançar também em outros pontos da agenda de competitividade do setor.
O ex-presidente nacional do Sebrae, Guilherme Afif Domingos, elogiou a medida em cerimônia de comemoração da aprovação, ironizando privilégios de bancos e a burocratização sobre a abertura de empresas no Brasil, dizendo: "A empresa simples de crédito é aquele indivíduo que, sem autorização nenhuma, porque não precisa de autorização, simplesmente registra uma empresa, que é simples de crédito, e passa a emprestar na sua comunidade, a um juro que vai ser com certeza menor do que [aquele que] é oferecido na região, porque hoje os grandes bancos captam de todos, mas só emprestam para alguns".

### Contrárias
Um consultor ouvido pelo O Globo viu a implementação da lei como a regulamentação da agiotagem; ele afirmou: "Em vez do agiota trabalhar de forma irregular e ser pego pelo Coaf, ele se transformará em ESC. Para um empresário desesperado, que não consegue dinheiro no banco, se o agiota oferece uma taxa de 4% a 5%, fecha negócio. É fácil vender dinheiro e, agora, vai vender legalmente."